# Lohmühle (Wildeshausen)
Lohmühle ist ein Ortsteil der Stadt Wildeshausen im niedersächsischen Landkreis Oldenburg.

## Geographie
Die 60 Einwohner zählende Bauerschaft der sogenannten Landgemeinde Wildeshausen liegt etwa 6 km südlich des Wildeshauser Stadtzentrums an der Kreisstraße 246.
Lohmühle grenzt nach Osten und Süden an die Wildeshauser Bauerschaften Bühren und Aldrup, nach Westen und Norden an Kleinenkneten.
Der am Südrand von Hesterhöge entspringende Lohmühlenbach durchfließt Lohmühle in östlicher Richtung.

## Namensgeber
Die erstmals 1556 erwähnte Wildeshauser Lohmühle ist Namensgeber für die gleichnamige Bauerschaft. Das bestehende denkmalgeschützte Ensemble stammt von 1841 und 1849. Lohe ist die Bezeichnung für Eichenrinde. Diese wurde nach dem Trocknen und Zerkleinern zu Pulver gemahlen und anschließend von den Wildeshauser Gerbereien als Gerbstoff verwendet.
Die Lohmühle ist Teil der Niedersächsischen Mühlenstraße.